# In Zghmir
In Zghmir est une commune de la wilaya d'Adrar en Algérie.

## Géographie

### Situation
Le territoire de la commune se situe au centre ouest de la wilaya d'Adrar. Le chef-lieu de la commune est situé à 87,4 km à vol d'oiseau au sud-est d'Adrar et à 93,5 km par la route.
| Oum el Assel                     | Inzeghmir | Timekten |
| Oum el Assel (Wilaya de Tindouf) | Sali      | Tamekten |
| Reggn                            | Reggan    | Timkten  |

### Localités de la commune
En 1984, la commune d'In Sali est constituée des localités suivantes : Moulay el Arbi, Moulay Abdelwahed, Mensour, Sid cherif, Bermata, kesser Djdid, Kesbat Moulay Ali, Alouchia, Meharza, Babe Allah.

## Histoire
Durant la guerre d'Algérie, le territoire de la commune était une base arrière des maquisards FLN pour la zone sud du territoire algérien. 

## Santé
La commune abrite une salle de soins: la salle de soin  de Ksar; une polyclinique : polyclinique de ksar; une maternité : la maternité de Ksar. Les consultations spécialisées ainsi que les hospitalisations des habitants de cette commune se font dans l'un des hôpitaux de la wilaya d'Adrar.